# Anthurium leuconeurum
Anthurium leuconeurum är en kallaväxtart som beskrevs av Lem.. Anthurium leuconeurum ingår i släktet Anthurium och familjen kallaväxter. Inga underarter finns listade.